# MONIAC

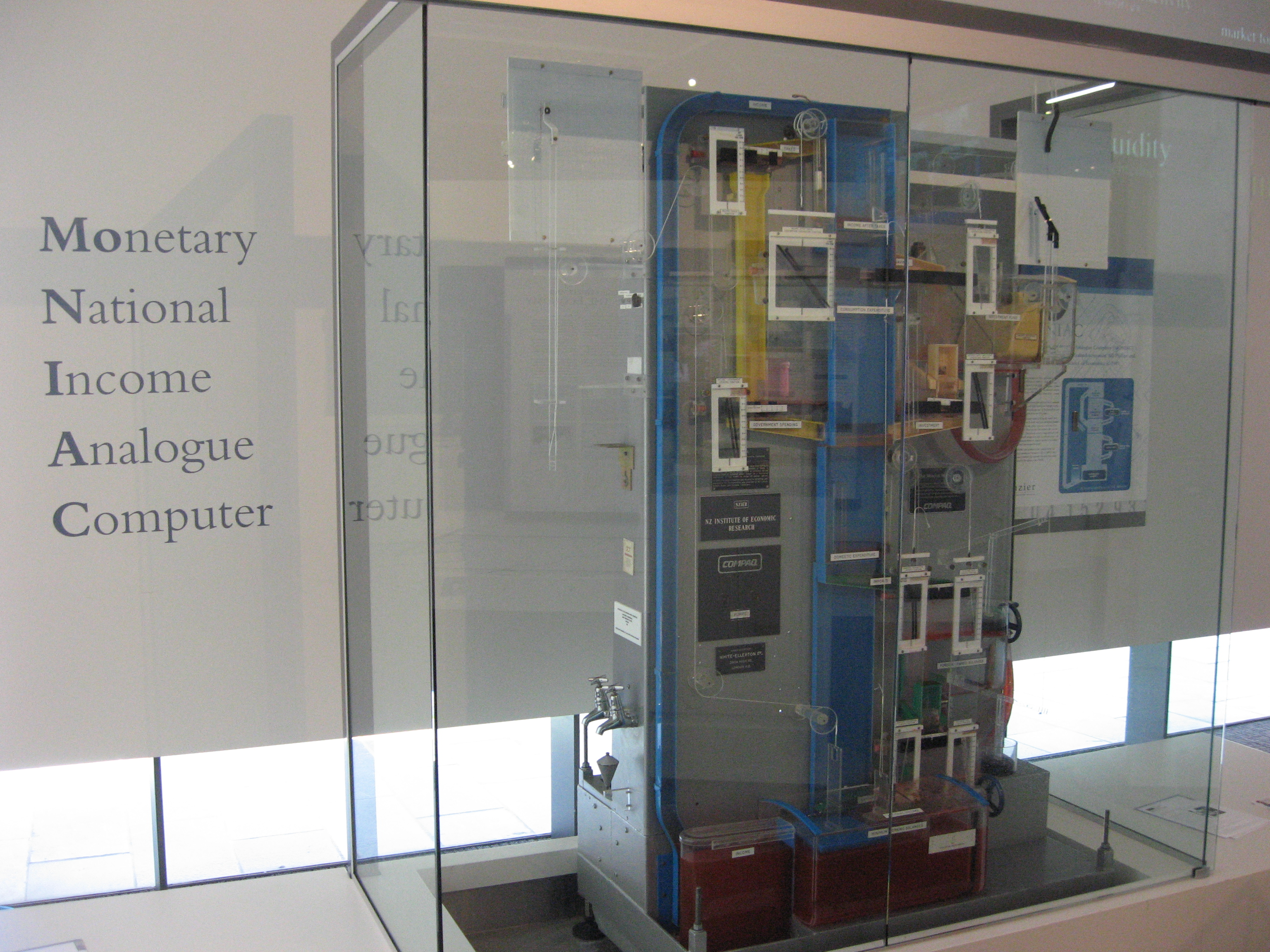
MONIAC, выставленный в Резервном банке Новой Зеландии

MONIAC (Monetary National Income Analogue Computer, также известный как Гидравлический компьютер Филлипса и Финансофалограф) был создан в 1949 году в Новой Зеландии студентом-экономистом Лондонской школы экономики Уильямом Филлипсом, чтобы моделировать национальные экономические процессы Великобритании. MONIAC был аналоговым компьютером, который использовал флюидику (струйную логику) для моделирования процессов экономики. Название MONIAC, видимо, появилось по ассоциации с ENIAC (одной из первых ЭВМ) и англ. money.

## Описание

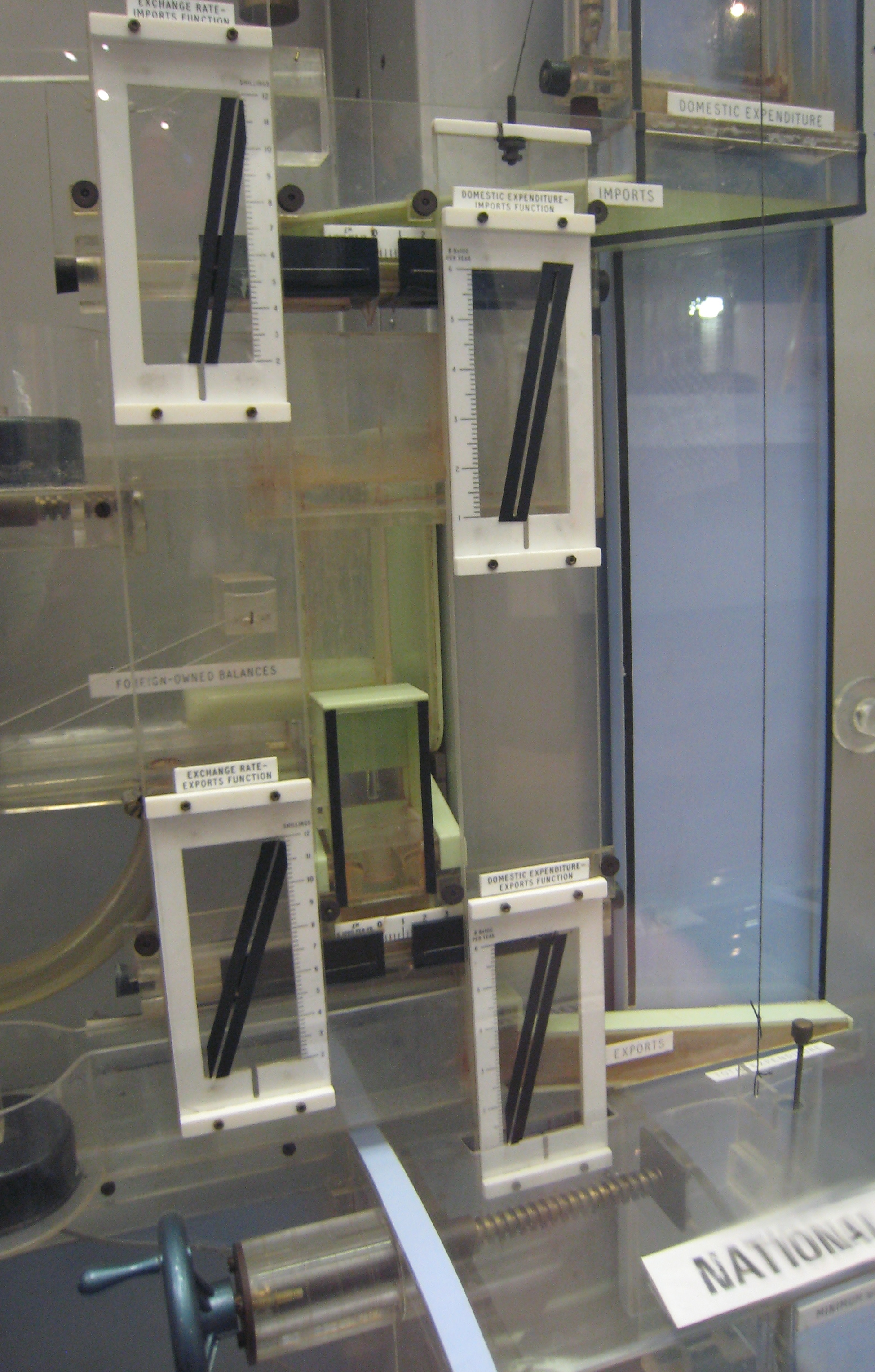
приборная панель MONIAC

Размер MONIAC составлял примерно 2 м в высоту, 1,2 м в ширину и почти 1 м в глубину. Сам компьютер состоял из ряда прозрачных пластиковых емкостей и труб, которые крепились к деревянной доске. Каждый бак представлял какой-либо аспект национальной экономики Великобритании. Денежный поток демонстрировался цветной водой. В верхней части доски был большой резервуар, который назывался казной. Вода (представляющая деньги) протекала из казны в другие резервуары, представляющие различные способы расхода денег. Например, были баки, которые «отвечали» за здравоохранение и образование. Для увеличения расходов на здравоохранение следовало открыть кран для слива воды из казны в бак, который «олицетворял» расходы на здравоохранение. Далее вода текла в другие баки, представляющие другие взаимодействия в экономике. Вода могла закачиваться обратно в казну из некоторых баков, представлявших налоги. Изменения налоговых ставок были смоделированы путём увеличения или уменьшения мощности насоса.
С помощью тех же принципов моделировались сбережения и доход от инвестиций.
Расход воды автоматически контролировался через серию поплавков, противовесов, электродов и проводов. Когда уровень воды в баке достигал определенного уровня, включались соответствующие насосы.
К своему удивлению, Филлипс и его помощник Уолтер Ньюлин обнаружили, что MONIAC можно откалибровать с точностью до ± 2 %.
Поток воды между емкостями определялся экономическими принципами и настройкой параметров. Экономические показатели (например, налоговые ставки и инвестиционный курс) вводились установкой клапанов, которые контролировали поток воды в компьютере. Оператор мог экспериментировать с различными настройками и наблюдать за их влиянием на модель. Благодаря своей способности моделировать тонкое взаимодействие целого ряда параметров, MONIAC стал весьма мощным инструментом для своего времени.
Если подбор параметров приводил к «жизнеспособной экономике», то состояние компьютера стабилизировалось, и можно было получить результаты подсчётов. Результаты также можно было отправить на примитивный плоттер.
MONIAC предназначался для использования в качестве учебного пособия, но оказался эффективным и в качестве экономического симулятора. Во время создания MONIAC ещё не было цифровых компьютеров, которые могли бы осуществлять сложное экономическое моделирование. Использование нескольких существовавших в 1949 году компьютеров было ограничено государственными и военными нуждами. Кроме того, у них не было достаточных возможностей визуального отображения, и они не могли иллюстрировать работу сложных моделей. Наблюдая за работой MONIAC, студенты могли гораздо проще понять взаимосвязанные процессы в экономике. Судя по списку организаций, которые приобрели этот компьютер, MONIAC использовался и как учебное пособие, и как симулятор.
Для создания прототипа компьютера Филлипс собирал различные материалы, в том числе обломки, оставшиеся после войны, и части от старых бомбардировщиков Avro Lancaster. Первый MONIAC, который обошелся ему в 400 фунтов, Филлипс собрал в своем гараже в Кройдоне.
В 1949 году MONIAC был впервые показан на Лондонской фондовой бирже ряду ведущих экономистов.
Проект был принят очень хорошо, и вскоре Филлипсу предложили преподавательскую должность на Лондонской фондовой бирже (1950 — ассистент, 1954 — доктор).

## Сегодня
Считается, что всего было построено от двенадцати до четырнадцати машин.
- Прототип был передан экономическому факультету Лидского университета, где в настоящее время выставлен для обозрения в приёмной бизнес-школы университета. Копии были отправлены в три других британских университета.
- Другие компьютеры были отправлены в Гарвардскую школу бизнеса, университет Рузвельта в Соединенных Штатах, и Мельбурнский университет в Австралии. Считается, что Ford Motor Company и Центральный банк Гватемалы также купили MONIAC.
- Факультет экономики Стамбульского университета.
- MONIAC с Лондонской фондовой биржи выставлен на всеобщее обозрение в Музее науки в Лондоне[4].
- MONIAC Лондонской фондовой биржи был передан в Новозеландский институт экономических исследований в Веллингтонe[4]. Эта машина была выставлена Новой Зеландией на Венецианской биеннале в 2003 году. MONIAC был настроен для моделирования экономики Новой Зеландии. В 2007 эта машина была восстановлена и размещена на постоянную экспозицию в музее Резервного Банкa Новой Зеландии[5].
- Работающий MONIAC (или, как его называют в Великобритании, машина Филиппса) находится на факультете экономики и политики Кембриджского университета в Великобритании. Эта машина была восстановлена, и её работа ежегодно демонстрируется студентам.
- Копия MONIAC, принадлежащего банку Гватемалы, была создана для выставки 2005-6 года под названием «Тропические экономики» в институте Wattis Калифорнийского колледжа искусств в Сан-Франциско[6].
- Мельбурнский университет.
- Erasmus University Rotterdam владеет MONIAC с 1953 года.

## Популярная культура
- Основой сюжета романа Терри Пратчетта «Делай деньги» является аналогичное устройство. Однако в романе оно может не только использоваться для моделирования экономики, но и волшебным образом влиять на неё.

## Документальные
- «Лига джентльменов». Третий эпизод сериала «Ящик Пандоры», документальный фильм Адама Кертиса.